# Imelsa
Imelsa (Impulso Económico Local S.A.) es una empresa pública valenciana, dependiente de la Diputación de Valencia.

## Trama Imelsa

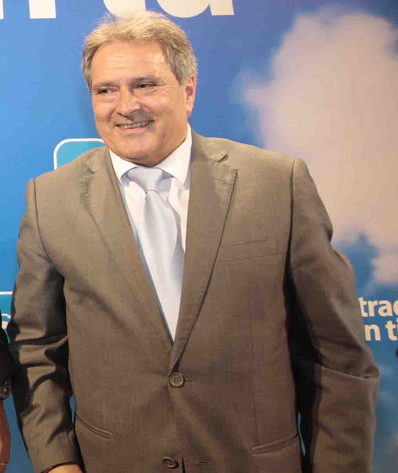
Alfonso Rus Terol, principal acusado de la trama Imelsa.

El año 2010 se conoció por un informe de la Agencia Tributaria que Imelsa había pagado 34.829,22 euros a una de las empresas de la Trama Gürtel. Desde la dirección del ente se afirmó que, desde que en 2007 Alfonso Rus accediera al cargo de Presidente de la Diputación de Valencia, desde Imelsa no se había contratado ninguna empresa de la Trama Gürtel, si bien el director del ente, Marcos Benavent, no estaba en condiciones de afirmar si durante la etapa en que Fernando Giner Giner había sido el presidente se habían tenido relaciones contractuales con las empresas de Gürtel. Tanto Giner como su vicepresidente, Enric Esteve, negaron que Imelsa hubiera contratado a las empresas de Gürtel durante su mandato.
En abril de 2015, la diputada de EUPV Rosa Pérez Garijo denunció una serie de irregularidades que se habían producido en Imelsa, por lo que se imputó al exgerente del ente, Marcos Benavent, por haber desviado fondo de Imelsa mediante empresas pantalla.
A principios de mayo de 2015 se hizo pública una grabación donde el presidente de la Diputación de Valencia, Alfonso Rus, junto a Benavent, contaba 12.000 euros procedentes, presuntamente, de comisiones ilegales. Un día después, el Partido Popular de la Comunidad Valenciana suspendió de militancia a Rus, quien aun así repitió como cabeza de lista y candidato a la alcaldía de Játiva con el mismo partido, puesto que desde el PP se consideró que "no podían hacer nada para evitarlo".
Otro de los nombres vinculados a la trama Imelsa ha sido el de Enric Esteve Mollà, vicepresidente de la Diputación de Valencia antes de que Rus accediera al cargo, regidor por el Partido Popular en Meliana y presidente de la entidad cultural Lo Rat Penat. Por otro lado, a partir de las grabaciones a Alfonso Rus se relacionó a Rita Barberà y Francesc Camps con la trama.
A finales de abril de 2015 la Diputación acordó en pleno constituir una comisión de investigación sobre el caso, que fue presidida por el representante de Compromís Emili Altur hasta que este renunció a la presidencia por el veto del PP a la comparecencia de Alfonso Rus y Máximo Caturla.

## Imputados
A 14 de marzo de 2016 se encontraban 115 imputados (llamados actualmente investigados), por varios delitos contra la administración pública, la mayoría de ellos miembros del Partido Popular, entre ellos, Alfonso Rus, Máximo Caturla, David Serra, Emilio Llopis y Juan José Medina. 
También se imputó al socialista, Raúl Pardos, y a un dirigente de Compromís, Emili Mira.

## Citación de la Unidad Central Operativa
La UCO citó para tomar declaración a miembros de otros partidos como el número tres del PSOE valenciano, José Manuel Orengo, o la diputada de Izquierda Unida que denunció la trama, Rosa Pérez. 